# Моя семья (радио)
«Моя семья» — радиостанция общественно-социальной разговорной и разговорно-музыкальной направленности. Информационно-познавательные программы, проекты с участием известных семейных пар, интерактивные консультации специалистов, общественно-социальные новостные выпуски и публицистические ток-шоу на самые актуальные темы на радиостанции чередуются с современной русскоязычной поп-музыкой. Основная тема эфира: вопросы семьи и брака, проблемы воспитания подрастающего поколения, вопросы повышения уровня образования и качества жизни российских граждан. Радиостанция основана в 2008 году (который был объявлен в России Годом семьи). До 22 февраля 2008 года радиостанция называлась «Семейное радио».
В феврале 2010 года вместе с радиостанцией «95.2 FM» была продана сенатору от Курской области Виталию Богданову. Стоимость обеих радиостанций на рынке оценивали в 15 млн долл., «Моя Семья» пребывала в Москве на 51-м месте с ежедневной аудиторией 74,1 тыс. слушателей.
Радиостанция прекратила существование 15 ноября 2010 года в 14:00 (мск) началом песни МакSим «Весна» в связи с запуском нового проекта RU.FM.

## Программы радиостанции
- Есть повод
- Утро на ура
- За покупками
- Клуб любителей читать
- Хит-парад
- Новости
- Чай-клуб
- Жизнь замечательных семей
- Путешествуем по миру
- Танцплощадка
- Юридическая консультация «Моя Семья»
- Семейная консультация
- Утреннее Pozitive шоу
- Ваш досуг
- Психологическая консультация
- Страна гениев
- Домашний кинотеатр
- Путешествие
- Моя здоровая семья
- Беседка
- Ваша дача
- Семейные радости
- Пора домой